# Frasier (TV-serie, 2023)
Frasier är en amerikansk komediserie från 2023. Serien är en fortsättning på TV-serien som Frasier som sändes mellan åren 1993 och  2004. Första säsongen består av 10 avsnitt och hade premiär den 12 oktober 2023. I huvudrollen som Frasier Crane ses åter Kelsey Grammer

## Handling
Serien utspelar sig bland annat på ett universitetscampus i Boston och kretsar kring Frasier Crane och hans son och hans nya kollegor.

## Rollista i urval
- Kelsey Grammer - Frasier Crane
- Nicholas Lyndhurst - Alan Cornwall
- Jack Cutmore-Scott - Frederick "Freddy" Crane
- Anders Keith – David Crane
- Jess Salgueiro - Eve
- Toks Olagundoye - Olivia
- Bebe Neuwirth - Lilith Sternin
- Peri Gilpin - Roz Doyle